# Nefopam
Nefopam (Handelsnamen Ajan, Silentan) ist ein Arzneistoff aus der Gruppe der nicht-opioiden Analgetika. Entzündungshemmende oder fiebersenkende Wirkungen besitzt es nicht und unterscheidet sich damit deutlich von anderen Vertretern der Wirkstoffgruppe. Der Wirkungsmechanismus ist teilweise noch ungeklärt. Eine Einordnung in die Gruppe der Serotonin-Norepinephrin-Dopamin-Wiederaufnahmehemmer (englisch Serotonin–norepinephrine–dopamine reuptake inhibitor, SNDRI) ist möglich. In Deutschland wird das Medikament nicht mehr verwendet. Erstmals in der Literatur erwähnt wurde es als Antidepressivum unter dem Namen Fanazoxin.

## Klinische Angaben

### Gegenanzeigen (Kontraindikationen)
Kontraindiziert ist Nefopam bei zerebralen Anfallsleiden. In Kombination mit Paracetamol darf es nicht verwendet werden, da es dessen Hepatotoxizität verstärkt. Nur unter strenger Kontrolle sollte es bei Patienten mit Blasenentleerungsschwächen, Glaukomen oder Tachykardien eingesetzt werden.

### Unerwünschte Wirkungen (Nebenwirkungen)
Nebenwirkungen sind unter anderem Übelkeit, Erbrechen, Arterielle Hypertonie, Schweißausbrüche sowie Schlaf- und Sehstörungen. Auch das Auftreten motorischer Unruhe wurde beobachtet.

## Pharmakologische Eigenschaften

### Wirkungsmechanismus (Pharmakodynamik)
Der genaue Wirkungsmechanismus ist bislang noch unklar. Eine Beeinflussung des serotonergen und noradrenergen Systems wird diskutiert. Eine Affinität zu Opiod-Rezeptoren besteht nicht. Die analgetische Potenz von Nefopam liegt zwischen Aspirin und Morphin. Ein Missbrauch des Medikaments kommt kaum vor.

### Aufnahme und Verteilung im Körper (Pharmakokinetik)
Nach oraler Einnahme wird der Arzneistoff zu 50 % schnell resorbiert und zu über 90 Prozent renal ausgeschieden.

## Synthese
Nefopam wird über eine mehrstufige Synthese ausgehend von 2-Benzoylbenzoesäure und N-Methylaminoethanol hergestellt.